# Bestemming Onbekend (televisieprogramma)
Bestemming Onbekend was een televisieprogramma van de Evangelische Omroep. In dit programma wordt aan jongeren de kans geboden om een week op reis te gaan naar een onbekende bestemming, waar ze een opdracht moeten uitvoeren in een bepaald ontwikkelingsgebied. Het programma wordt gepresenteerd door Klaas van Kruistum. In seizoen 3 presenteerde ook Manuel Venderbos enkele afleveringen.

## Bestemmingen

### Seizoenen

#### Seizoen 1
1. Belo Horizonte, Brazilië
2. Mathare, Kenia
3. The Bronx, New York (Verenigde Staten)
4. Smokey Mountain, Filipijnen
5. Kathmandu, Nepal
6. Viljoenskroon, Zuid-Afrika

#### Seizoen 2
1. Jekaterinaburg, Rusland
2. Sunoni, Kenia
3. Krivoy Rog, Oekraïne
4. Port-au-Prince, Haïti
5. Freetown, Sierra Leone
6. Pattaya, Thailand
7. Los Angeles (USA)

#### Seizoen 3
1. Kumi, Oeganda
2. Williamson, Haïti
3. Tent City, New Jersey (USA)
4. Santa Cruz, Bolivia
5. Lilongwe, Malawi
6. Kampong Speu, Cambodja
7. Matsapha, Swaziland

#### Seizoen 4
1. Bantar Gebang, Indonesië
2. Bourj el-Barajneh/Bekavallei, Libanon
3. Komatipoort, Zuid-Afrika
4. Las Vegas (USA)
5. Puerto Sungaro/Estorita, Peru
6. Angeles City, Filipijnen
7. Yangon/Mawlamyine, Myanmar